# Dalton (West Yorkshire)
Dalton – dzielnica w Huddersfield w Anglii, w West Yorkshire, w dystrykcie metropolitalnym Kirklees. W 2011 miejscowość liczyła 17 537 mieszkańców. Dalton jest wspomniana w Domesday Book (1086) jako Dalton(e).